# 張永成
張永成（1897年—1960年），詠春拳宗師葉問的妻子，是清末支持百日維新的外交官張蔭桓的後輩親屬。按兒子葉正的訪問所述，父母成婚後，共生下四名子女，為兒子葉準、葉正。女兒兩名，一嫁給伍姓人士、另一個嫁給吳姓人士。

## 生平
1950年與女兒一同到香港領取身份證後返回佛山，無奈中英雙方同時於1951年元旦宣佈封鎖香港邊境，從此兩夫妻永遠分別。1960年病逝佛山。
據兒子葉準所稱，張永成是一名中國傳統女性，凡事遷就丈夫，與電影《葉問》內的形象頗有不同。

## 影視媒體形象
| 年份   | 影視作品           | 女演員 |
| 電影   |                    |        |
| 2008年 | 《葉問》           | 熊黛林 |
| 2010年 | 《葉問2》          | 熊黛林 |
| 2010年 | 《葉問前傳》       | 黃奕   |
| 2013年 | 《一代宗師》       | 宋慧喬 |
| 2013年 | 《葉問：終極一戰》 | 袁詠儀 |
| 2015年 | 《葉問3》          | 熊黛林 |
| 2019年 | 《宗師葉問》       | 常沁源 |
| 電視劇 |                    |        |
| 2013年 | 《葉問》           | 韓雪   |